# Гречишкин, Павел (протопресвитер)
Павел Гречишкин (1898, Харьковская губерния, Российская империя — 1965, Париж, Франция) — священнослужитель православной, затем католической церкви византийского обряда, активный участник Русского апостолата в Зарубежье и деятель русской диаспоры во Франции, церковный журналист и публицист.

## Биография
Родился в Харьковской губернии в потомственной священнической семье, окончил духовную семинарию в Харькове под руководством митрополита Антония (Храповицкого). После революции 1917 и Гражданской войны Павел оказался, сначала в Турции, где была Миссия иезуитов в Константинополе и где Гречишкин познакомившись с русским католическим священником Глебом Верховским проникся симпатией и заинтересовался католичеством, затем переехав в Чехословакию, в 1921 архиепископом Савватием Врабецом предстоятелем Православной церкви в Чехии рукоположен в сан священника. За богослужением присутствовали епископы Сергий (Королёв) и Вениамин (Федченков) и протоиерей Булгаков, Сергей Николаевич. Направлен для приходского служения на Пряшевскую Русь, в 1926 — награждён правом ношения наперсного креста. В 1929 — поступил учиться на теологический факультет Оломуцкий университет в Оломоуце.

### В Католической церкви
Гречишкин в 1931 перешел в Католичество и направлен для служения Русский католический приход в Вене, Австрия. В 1945 в связи с приближением советских войск вместе с прихожанами покинул Вену. В 1946 Гречишкин прибыл в Париж и в 1947 кардиналом Евгением Тиссеран назначен для служения Приход Святой Троицы (Париж), Франция. В 1948 — возведен в сан протопресвитера. В 1954 официально утвержден настоятелем данного прихода. В 1933 и 1950 участвовал в Съездах русских католиков в Риме. В 1957 Гречишкин принимал в приходе, посещавшего Париж с пастырским визитом епископа Павла (Мелетьева). В 1962 отец Павел тяжело заболел и в конце 1964 официально ушёл на пенсию.

### Журналистская деятельность
Гречишкин в период своего приходского служения в Вене приступил к изданию и редактированию приходского издания «Наш приход (бюллетень)», который выпускался совместно с настоятелем Русской католической миссии в Берлине священником Владимиром Длузским. Выпуск журнала, Гречишкин возобновил в послевоенные годы в Париже и продолжал до конца своей жизни. Данное издание неотделимо от истории русского католического движения. Гречишкин, благодаря своим публикациям оказал в целом огромное влияние на русский апостолат, его мысли и идеи ещё ждут серьезного изучения и осмысления. «Наш приход» стал своеобразной летописью приходской жизни и «трибуной» для полемических выступлений в защиту русского католичества. Гречишкин давал следующую характеристику своей издательской работы: 

«В кустарном „издательстве“ Нашего Прихода» за последние 3 года (1936—1939) вышли скромные: Устав и членская книжечка Братства им. Святителя и чудотворца Николая; Краткий Молитвослов (Утренние, повседневные и вечерние молитвы); Божественная Литургия Иоанна Златоуста (ноты на 3 голоса); Лития о усопших (ноты на 3 голоса); Пасхальные песнопения (ноты на 4 голоса); Песнопения Великого Повечерия под Рождество Христово (ноты на 4 голоса); Избранные песнопения Божественной Литургии для всеобщего использования (ноты на 2 голоса). Готовились к изданию: Песнопения Страстной седмицы и Воскресной вечерни . В качестве собственного издания Венского прихода можно указать на брошюру, выполненную машинописным способом: Песнопения Пасхи (Приложение к первой части издания «Божественная Литургия»)
.
Издатель подготовил также брошюру: 

Это «Партитура песнопений Божественной литургии». Сборник задуман и подготовлен к печати специально для нужд Венского прихода, но может быть предложен и всем любителям церковного пения по очень скромной цене, имеющей хотя бы отчасти, покрыть по его изданию расходы, не считая конечно, тяжелых мозолей, вложенных в труд самим издателем".

## Труды
- Гречишкин Павел, протопресвитер. «Лукавая акция» // Наш приход (бюллетень), 1950, № 1. с. 29.
- Его же. «Фрау руссин»: Из летних впечатлений русского дачника. // Там же, 1937, № 4. с. 17.
- Его же. Братство имени св. чудотворца Николая // Там же, 1936, № 2. с.5
- Его же. Двунадесятые праздники // Там же, 1936, № 1. с. 9.
- Его же. Православные ли мы? // Там же, 1949, № 6. с. 3.
- Возражения о. Владимира Длусского на доклад о. Павла Гречишкина и ответ на них последнего, 1951 г. По поводу статьи Митрофорного протоиерея отца Павла Гречишкина. Возражения отца протоиерея Владимира Длузского и мнение отца Сергия Оболенского, 1951
- Письмо протопресвитера Павла Гречишкина протоиерею Георгию Рошко относительно воссоединительной работы 29 февраля 1956 г.
- Открытые письма протопресвитера Павла Гречишкина, 1962 г.
- Открытое письмо протопресвитера Павла Гречишкина отцу Полю Шалею, 1961 г.
- Доклад, представленный настоятелем Русского православно-вселенского (каθолического) прихода в Париже митрофорным протоиереем Павлом Гречишкиным, на съезде священников, занимающихся русскими, в Риме, 22-27 ноября 1950 г.